# Epilobophora teriolensis
Epilobophora teriolensis là một loài bướm đêm trong họ Geometridae.